# Никола Говедарица
Никола Говедарица (Фоча, 1989) српски је сликар.

## Биографија
Рођен је 1989. године у Фочи. Дипломирао је сликарство на Академија ликовних уметности Универзитета у Источном Сарајеву 2013. у класи професора Марка Мусовића. Мастер студије је завршио 2016. године на Универзитету уметности у Београду са темом „Теорије табуа у савременој уметности”. Докторске студије је завршио на Вишемедијској уметности Универзитета у Београду. Ради као кустос у Спомен-музеју „21. октобар” Крагујевац. Члан је Удружења ликовних уметника Србије, Удружења ликовних уметника Крагујевца, Уметничког савета Салона антиратне карикатуре и Универзитетске галерије. Члан је савета „Велики школски час”, чији је главни и одговорни уредник, и члан управног одбора Народног музеја Крагујевца. Ликовни је уредник у дечјем часопису „Дечје искре”.
Излагао је на преко четрдесет заједничких изложби у Крагујевцу, Скопљу, Загребу, Београду, Новом Саду, Требињу, Сарајеву, Нишу и Мајданпеку. Идејни је творац и носилац уметничког пројекта „Уметност припада свима”. Стажирао је у Министарству спољних послова Републике Србије у одељењу Уједињених нација и канцеларији Унеска. Додељена му је откупна награда „Екологија и обновљиви извори енергије” у уметничкој галерији у Сарајеву и добитник је Специјалне награде на Бијеналу „АртиЈА”.